# Roberto Soriano
Roberto Soriano (Darmstadt, Hesse, Alemania, 8 de febrero de 1991) es un futbolista italiano. Juega de centrocampista y su equipo es la U. S. Salernitana 1919 de la Serie B.

## Selección nacional
Ha sido internacional con la selección de fútbol de Italia en 9 ocasiones. Debutó el 16 de noviembre de 2014, en un encuentro ante la selección de Croacia que finalizó con marcador de 1-1.

## Clubes
| Club                        | País   | Año       | Partidos | Anotado |
| --------------------------- | ------ | --------- | -------- | ------- |
| U. C. Sampdoria Primavera   | Italia | 2009-2011 | 32       | 3       |
| Empoli F. C. (cesión)       | Italia | 2010-2011 | 29       | 2       |
| U. C. Sampdoria             | Italia | 2011-2016 | 145      | 18      |
| Villarreal C. F.            | España | 2016-2019 | 73       | 10      |
| Torino F. C. (cesión)       | Italia | 2018-2019 | 12       | 1       |
| Bologna F. C. 1909 (cesión) | Italia | 2019      | 18       | 2       |
| Bologna F. C. 1909          | Italia | 2019-2023 | 135      | 16      |
| U. S. Salernitana 1919      | Italia | 2024-     | 34       | 4       |